# Svart vrålapa
Svart vrålapa (Alouatta caraya) är en primat i infraordningen brednäsor (Platyrrhini) som förekommer i Sydamerika.

## Utseende och anatomi
Liksom andra medlemmar av släktet är svarta vrålapor jämförelsevis stora och kraftiga primater. Hannar når en kroppslängd (huvudet och bålen) mellan 50 och 65 cm samt en genomsnittlig vikt av 6,7 kg. Honor är i genomsnitt 48 cm långa och 4,4 kg tunga. Artens könsdimorfism utgörs inte bara av individernas storlek, hannar och honor skiljer sig även i pälsfärgen. Medan hannar är helt svarta har honor en gulbrun till oliv pälsfärg. Extremiteterna är långa och kraftiga. Svansen blir ungefär lika lång eller något längre än övriga kroppen. Den används som gripverktyg och därför saknar den vid slutets undersida hår. Dessutom är det mörk färgade ansikte naken.
Angående sinnen liknar svart vrålapa mer människan och andra arter från infraordningen smalnäsor än andra apor från Nya världen. Luktsinnet är mindre bra utvecklade. Istället har arten tre olika tappar i ögat vad som liknar människans synsätt.

## Utbredning
Artens utbredningsområde sträcker sig över centrala och södra Brasilien, östra Bolivia, östra Paraguay, nordöstra Argentina och norra Uruguay.

## Ekologi
Svart vrålapa föredrar torra lövskogar och andra områden med träd men den lever även i savanner som Cerradon.
Arten är dagaktiv och vistas vanligen i träd men går även på marken. Den rör sig vanligen långsam och hoppar sällan. Svart vrålapa bildar grupper av vanligen 5 till 9 individer (sällan upp till 19) som består av ungefär lika många hannar som honor. Varje morgon vrålar de och meddelar på så sätt sin position för andra flockar.
Den livnär sig uteslutande på växter och föredrar blad. Dessutom äter den frukter, blommor och unga skott. På grund av födans låga näringsvärde har den långa vilopauser.
Dräktigheten varar ungefär 190 dagar och sedan föder honan oftast ett enda ungdjur. Ungen väger vid födelsen cirka 125 gram och har en guldgul pälsfärg som ändras efter en tid till färgen som beskrevs ovan. Ungen stannar ungefär ett år hos modern. Hannar måste lämna sin flock när de blir könsmogna medan honor vanligen får stanna.

## Status och hot
Svart vrålapa har ett jämförelsevis stor utbredningsområde och den har bra förmåga att anpassa sig till förändringar. IUCN kategoriserar därför arten som livskraftig (LC).